# Bonów (województwo lubuskie)
Bonów – wieś w Polsce położona w województwie lubuskim, w powiecie nowosolskim, w gminie Bytom Odrzański.
W latach 1975–1998 miejscowość administracyjnie należała do województwa zielonogórskiego.
Według danych z 1 stycznia 2011 roku wieś liczyła 116 mieszkańców. 

## Historia
Wieś została założona najprawdopodobniej w XIV wieku.
Historia nazw wsi

Buwen 1360, Baunau 1791, Banów 1945-1950, Bonów od 1950
Właściciele wsi

- 1480 Beytsch
- 1510 Pruffer zu Banaw
- XVII w. von Glaubitz
- 1847-1945 von Jordan

## Zabytki
Do wojewódzkiego rejestru zabytków wpisany jest:
- park, niewielki z połowy XIX wieku

inne zabytki:
- dwór z XVIII wieku. Niewielki dwór został założony na bazie prostokąta. W połowie XIX wieku dwór zostaje przebudowany i w jego sąsiedztwie zostaje założony park. Po II wojnie światowej w dworze mieściły się biura PGR.